# 36

36(삼십육)은 35보다 크고 37보다 작은 자연수다.

## 수학
- 합성수로, 그 약수는 1, 2, 3, 4, 6, 9, 12, 18, 36이다. 약수가 9개인 가장 작은 자연수다.
  - 36의 진약수의 합은 55이므로, 36은 과잉수다.
- 7번째 고도 합성수다. 앞의 고도 합성수는 24, 다음은 48이다.
- 8번째 삼각수다. 앞의 삼각수는 28, 다음은 45다.
- 6번째 제곱수(62)다. 앞의 제곱수는 25, 다음은 49다.
- 3번째 십삼각수다. 앞의 십삼각수는 13, 다음은 70이다.
- {\displaystyle 36=17+19}
  - 연속하는 두 소수(素數)의 합으로 나타낼 수 있으며, 이 성질을 지닌 앞의 수는 30, 다음 수는 42이다.
- {\displaystyle 36=5+7+11+13}
  - 연속하는 네 소수(素數)의 합으로 나타낼 수 있으며, 이 성질을 지닌 앞의 수는 26, 다음 수는 48이다.
- {\displaystyle 36=1^{3}+2^{3}+3^{3}=1+8+27}
  - 처음 세 개의 세제곱수의 합이다.
  - 연속하는 세 자연수의 세제곱합으로 나타낼 수 있는 가장 작은 수이며, 이 성질을 지닌 다음 수는 99다.

## 과학
- 크립톤(Kr)의 원자번호.
- NGC 36: 물고기자리 방향에 있는 나선은하.

## 교통
- 고속도로
  - 유럽 고속도로 36호선: 독일 베를린에서 폴란드 볼레스와비에츠까지 이어지는 유럽 고속도로.
  - 아우토반 36호선(영어판, 독일어판): 독일의 고속도로.
- 국도 제36호선
  - 대한민국 36번 국도: 충청남도 보령시 신흑동에서 경상북도 울진군 근남면까지 이어지는 대한민국의 국도.
  - 일본 36번 국도: 홋카이도 삿포로시 주오구에서 무로란시까지 이어지는 일본의 국도.
  - 미국 36번 국도: 콜로라도주 로키마운틴 국립공원에서 오하이오주 유리치스빌(영어판)까지 이어지는 미국의 국도.
- 기타 도로
  - 현도 제36호선

## 군사
- U-36: 독일의 군용 잠수함. 제1차 세계 대전에 사용된 1914년제 모델(영어판)과 제2차 세계 대전에 사용된 1936년제 모델(영어판), 그리고 독일 연방방위군 소속 해군이 사용하는 2013년제 모델(영어판)이 있다.

## 나이(만 36세)
- 미국 대통령의 나이 하한.

## 문화유산
- 대한민국의 국보 제36호: 상원사 동종
- 대한민국의 보물 제36호: 남원 실상사 승탑

## 방송
- 스카이라이프와 지니 TV의 ENA 드라마 채널 번호.
- B tv의 드라마큐브 채널 번호.
- U+ TV의 롯데원TV 채널 번호.
- B tv 케이블의 엠넷 채널 번호.

## 스포츠
- 야구 선수 이승엽의 삼성 라이온즈, 일본 프로 야구 지바 롯데 마린스 시절의 등번호이다. 참고로 삼성 라이온즈에서는 36번이 이승엽 선수의 은퇴 이후 영구 결번으로 처리되었다.
- 온게임넷 스타리그는 인크루트 스타리그 2008부터 박카스 스타리그 2010까지 36강부터 본선을 진행하였다.

## 기타
- 날짜: 3월 6일
- 연도: 36년, 기원전 36년

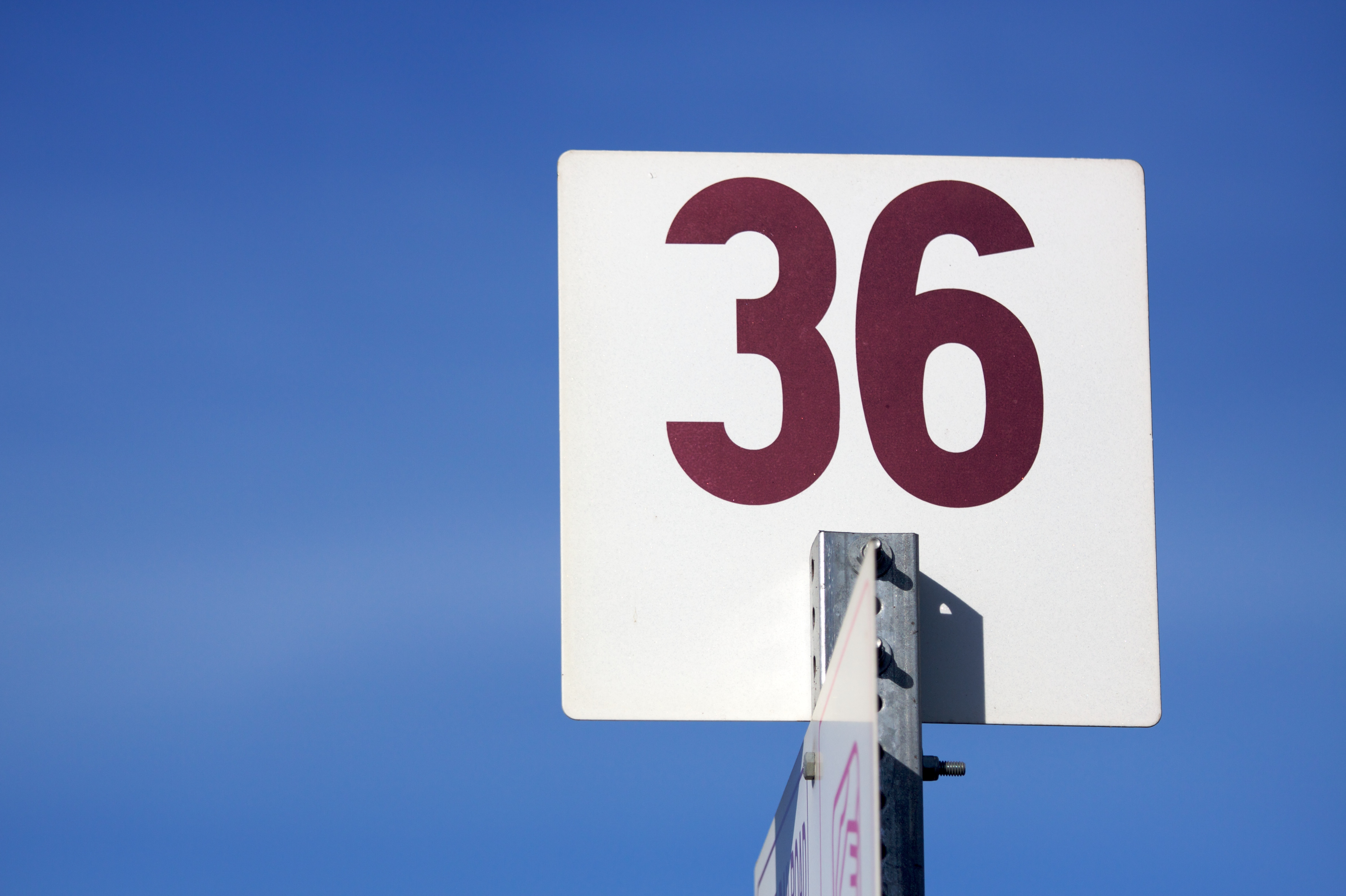

- 사자성어에서 삼십육계라는 말이 있다. 여기서 숫자 36을 쓴다.
- 룰렛의 숫자는 0에서 36이다.
- 삼국지연의와 삼국지 등장인물인 주유는 향년 36세였다.
- 피아노에서 검은 건반은 총 36개가 있다.